# Lake Santeetlah
Lake Santeetlah – miasto w Stanach Zjednoczonych, w stanie Karolina Północna, w hrabstwie Graham.